# New York State Route 118
New York State Route 118 is een state highway in de Amerikaanse staat New York met een totale lengte van 17 km en loopt door zowel Westchester County als Putnam County.
New York State Route 118 verbindt Carmel in het zuiden met Yorktown in het noorden, waar de weg uit U.S. Route 6 ontspringt in Westchester County. De weg sluit aan op U.S. Route 202 en New York State Route 35 en vormt een drievoudige overlapping die zich noordoostelijk uitstrekt tot de stad Somers. Tot slot gaat de weg verder noordwaarts door woonwijken in Putnam County. Overigens is de weg niet verbonden met een Interstate highway. 
Het meest zuidelijke punt, nabij de stad Yorktown Heights, biedt aansluiting op de New York State Route 100. 